# Nicolò Demiliani
Nicolò Demiliani, född 30 augusti 2003 i Turbigo, är en italiensk roddare. 

## Karriär
Vid U23-VM i Varese i  juli 2022 tog Demiliani guld tillsammans med Luca Borgonovo, Krystian Maron och Matteo Tonelli i lättvikts-scullerfyra. I september 2022 tog han guld i lättvikts-scullerfyra tillsammans med Paolo Gregori, Alessandro Pozzi och Mario Guareschi vid U23-EM i Hazewinkel.
Vid VM i Belgrad i september 2023  tog Demiliani guld tillsammans med Luca Borgonovo, Pietro Ruta och Matteo Tonelli i lättvikts-scullerfyra.